# Disney Channel (Scandinavie)
Disney Channel est la version pour les pays de la Scandinavie de Disney Channel gérée par The Walt Disney Company Scandinavie.
La chaîne est diffusée depuis le 28 février 2003 en Suède, Norvège et au Danemark par Viasat avec des bandes sonores différentes pour le doublage en anglais, suédois, danois et norvégien. 
Depuis quelque temps il est possible d'obtenir la chaîne par d'autres moyen que Viasat. Ainsi en Suède, Disney Channel est diffusée par câble et satellite et par le réseau terrestre de Boxer (en). 
Depuis le 1er août 2005, Disney Channel est diffusée par Canal Digitaal sur le satellite Thor, Teledenamrk et en Finlande.
La chaîne est disponible dans les pays suivants :
- Danemark
- Finlande
- Norvège
- Suède
- Islande